# Traun
För andra betydelser, se Traun (olika betydelser).
Traun (tyskt uttal: [ˈtʀaʊ̯n] lyssna (fil)) är en stadskommun i distriktet Linz-Land i förbundslandet Oberösterreich i Österrike.  Den ligger vid floden Traun, 10 km sydväst om Linz.
Kommunen har 25 171 invånare (2024) och består av fem orter (Ortschaften) (inom parentes invånarantal 1 januari 2024):
- Neubau (128)
- Oedt (3 050)
- Sankt Dionysen (3 186)
- Sankt Martin (6 948)
- Traun (11 859)